# Sankt Marie (parochie)
Sankt Marie is een parochie van de Deense Volkskerk in de Deense gemeente Sønderborg. De parochie maakt deel uit van het bisdom Haderslev en telt 7774 kerkleden op een bevolking van 9638 (2004). De parochie was tot 1970 deel van Als Sønder Herred. In dat jaar werd de parochie opgenomen in de nieuwe gemeente Sønderborg.